# Lord of Mann
Lord of Mann (på manx: Çhiarn Vannin) är den formella titeln för Isle of Mans statschef. Önationen hör inte officiellt till Storbritannien utan är en kronbesittning som har sin egen ledare. Titeln hör automatiskt till den som är den regerand monarken av Förenade kungariket, idag Charles III. Då Isle of Man togs över av England år 1341, var titeln officiellt Isle of Mans kung. Kungen blev Lord under 1500-talet. Den första monarken som använde titeln Lord of Mann var Georg III.
Titeln anses vara könsneutral fast under drottningen Viktorias tid var det officiellt "Lady of Man", att kontrastera med drottning Elizabeth II som titulerades "The Queen, Lord of Mann".
Lord of Mann representeras av en viceguvernör som nomineras av Lord efter rekommendation från öns justitieministerium. Den nuvarande viceguvernör är Sir John Lorimer som började år 2021 i sin post.